# Leipa (Jessen)

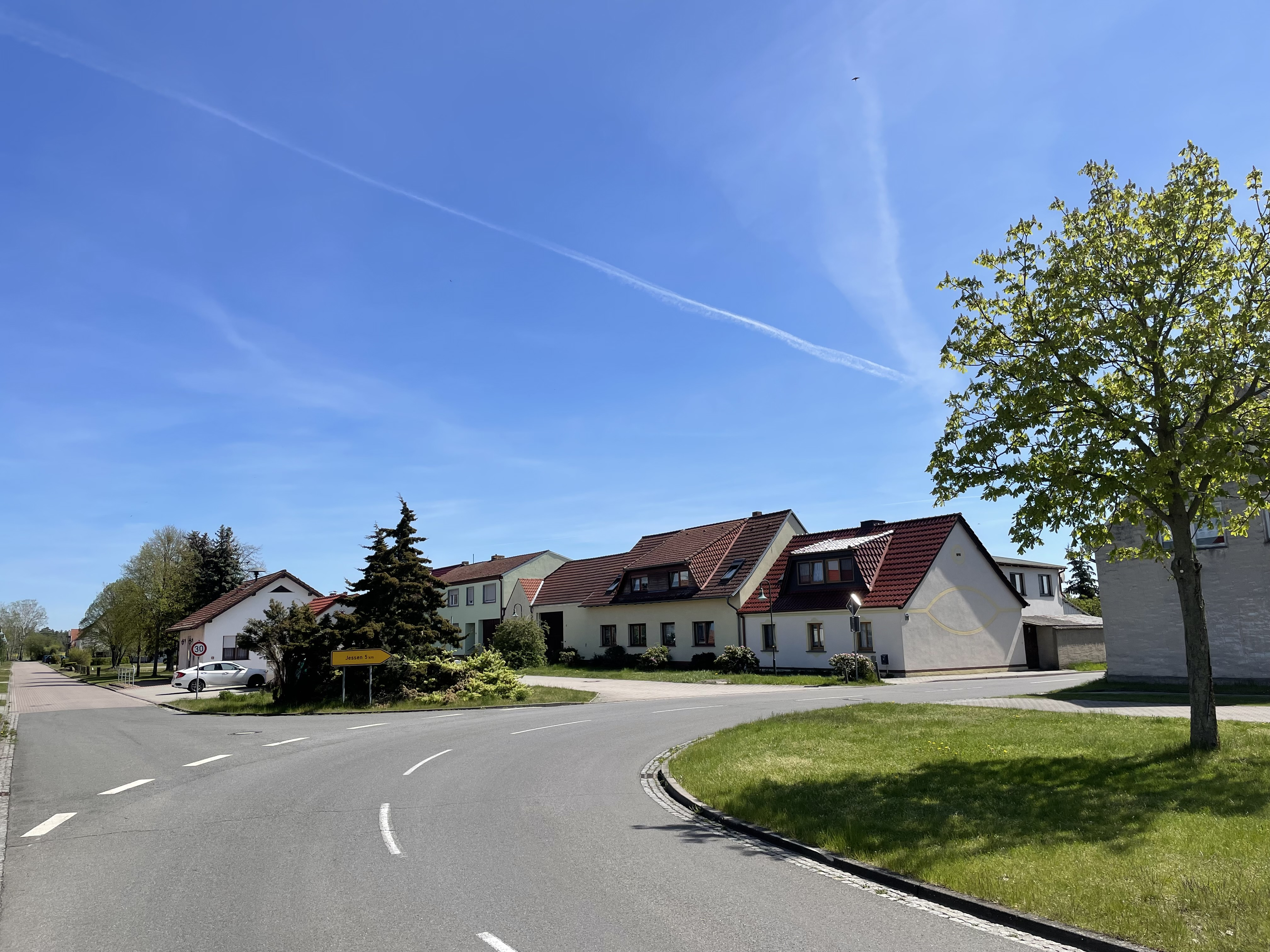
Ortsansicht

Leipa ist ein Ortsteil der Stadt Jessen (Elster) im Landkreis Wittenberg des Landes Sachsen-Anhalt.

## Lage und Erreichbarkeit
Leipa liegt etwa 5 km nördlich der Stadt Jessen und ist über die K 2235 mit ihr verbunden.

## Geschichte
Leipa wurde als wendische Siedlung erstmals 1376 unter dem Namen Lipe in Urkunden erwähnt, was sich vom sorbischen Wort lipa für „Linde“ ableitet. Die ersten Nachweise einer Besiedelung stammen aus dem Jahr 1271, die eventuell die Grundlage zur späteren Gründung des Ortsteiles Leipa bildete.
Im Rahmen der nationalsozialistischen Germanisierung sorbischstämmiger Ortsnamen hatte der Landrat des Kreises Schweinitz 1937 mit Zustimmung der Gemeinde beantragt, Leipa in „Lindeck“ umzubenennen und so den sorbischen Namen zu tilgen. Anders als in anderen Regionen scheiterte die Umbenennung hier jedoch an der Ablehnung des zuständigen Regierungspräsidenten.
Die Bevölkerungszahl Leipas stieg nach dem Zweiten Weltkrieg aufgrund relativ vieler Umsiedler kurzzeitig auf 169 Einwohner an. Mit seinen heute rund 100 Einwohnern zählt Leipa zu den kleineren Ortsteilen von Jessen.